# Cubillos del Rojo
Cubillos del Rojo ist ein spanischer Ort in der Provinz Burgos der Autonomen Gemeinschaft Kastilien und León. Der Ort gehört zur Gemeinde Valle de Valdebezana. Cubillos del Rojo ist über die Straße N-232 zu erreichen und liegt 84 Kilometer nördlich der Provinzhauptstadt Burgos.

## Weblinks

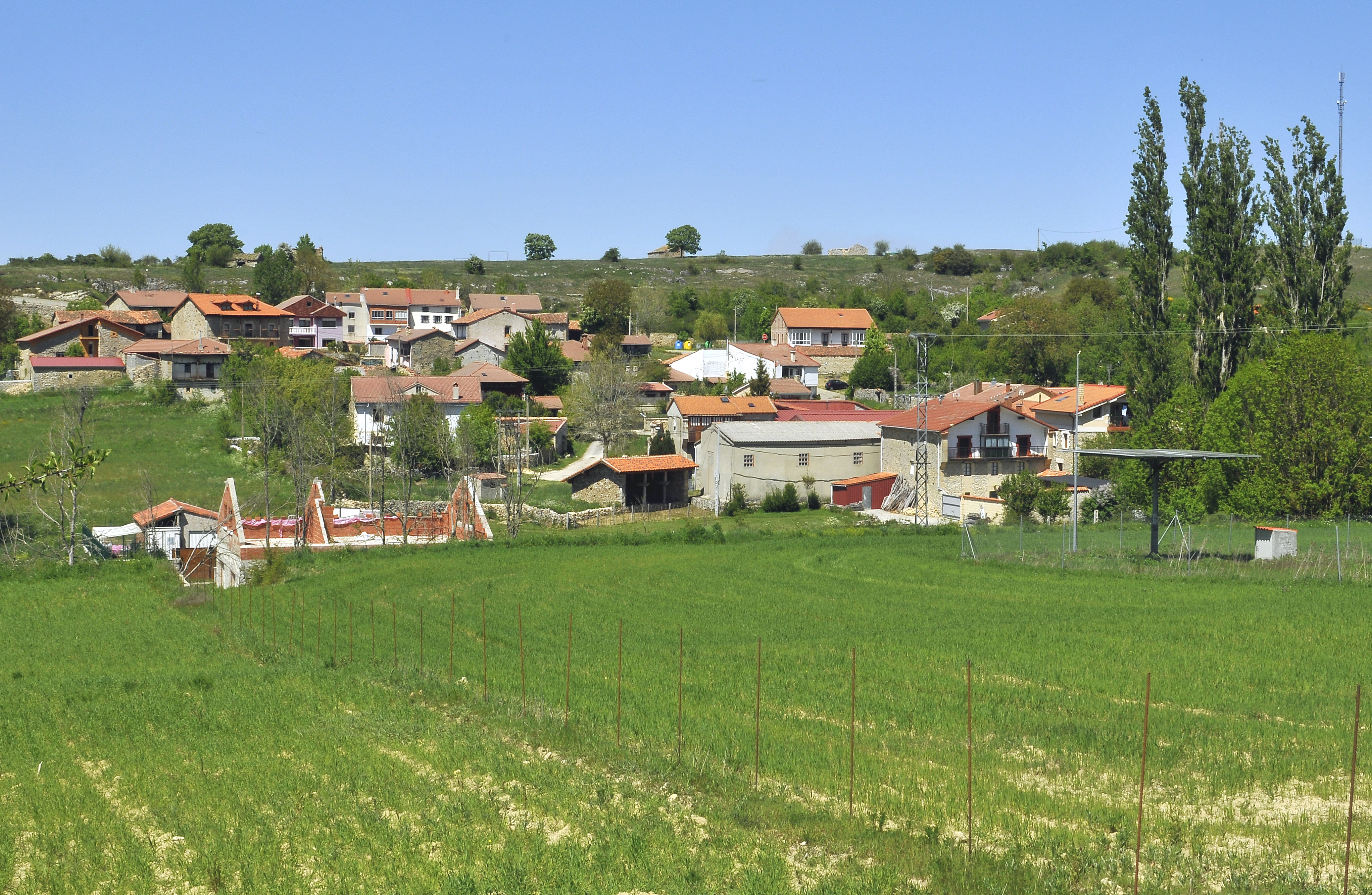
Cubillos del Rojo

## Sehenswürdigkeiten
- Kirche San Félix